# Riaz Ahmed Gohar Shahi
Pour les articles homonymes, voir Shahi.
 (février 2023).
Riaz Ahmed Gohar Shahi (25 novembre 1941 à Dhok Gohar Shah, district de Rawalpindi (Pakistan) - 25 novembre 2001 à Manchester), né le 25 novembre 1941 et mort le 25 novembre 2001, est un soufi, chef spirituel et fondateur du Mouvement Spirituel International Anjuman Serfaroshan-e-Islam,.

## Noms
Son nom complet est Riaz Ahmed (Riyad) Gohar Shahi: « Riaz » signifie « jardin », « Ahmed » est l'un des noms du prophète de l'islam Mahomet; quant à Gohar Shahi, « gemme royale », ce nom fait référence à un de ses ancêtres, un célèbre soufi et spiritualiste du nom de Gohar Ali Baba Shah, dont il est descendant la cinquième génération.
Dhok Gohar Shah (« village de Gohar Shah ») est encore dédié aux enseignements de Baba Gohar Ali Shah.

## Biographie
Gohar Shahi est né le 25 novembre 1941 à Dhok Gohar Shah. À l'âge de vingt ans, alors que Gohar Shahi était le propriétaire de FQ Steel Industries, il commence à se tourner vers la spiritualité, les saints et les derviches de l'époque. Mais finalement déçu par leur manque d'attention et de bienveillance spirituelle, il revient à son travail. Puis il se marie et le couple aura trois enfants.
Bari Imam[Qui ?] déclare à Gohar Shahi, âgé d'environ trente-quatre ans : « Mon fils, ton temps est venu, tu dois te rendre au sanctuaire de Sultan Bahu pour recevoir la sainte Dimension intérieure du Savoir spirituel ». Gohar Shahi quitte alors son travail, sa famille et ses parents pour se rendre à Shorkot où, sous la supervision du poète et soufi Sultan Bahu (1630-1691), il écrit le livre « Nurul Huda (Lumière de la guidance) » (attribué au Sultan Bahu), son compagnon de voyage.
Il se rend ensuite à Sehwan Sharif pour pratiquer l'ascèse et la paix du cœur, et passe trois ans dans les montagnes de Sehwan Sharif et de la forêt de Laal Bagh.
Très vite, le message de Gohar Shahi devient populaire dans tout le Pakistan, puis dans divers lieux à l'étranger. Gohar Shahi a été invité dans des mosquées, des temples hindous, des églises, les t emples sikhs, l'imam y délivrant des Bargahs[Quoi ?]. Il serait le premier chef spirituel musulman invité par les gens de toutes les fois dans leurs lieux de cultes,.
Gohar Shahi est décédé d'une pneumonie le 25 novembre 2001 à Manchester. Son corps a été ramené au Pakistan et enterré dans Markazi Aastana à Kotri, où se trouve le Secrétariat international de Serfaroshan Anjuman-e-Islam. La famille de Gohar Shahi, notamment sa veuve, cinq fils et une fille, réside toujours à Kotri.

### Une mort mystérieuse
Un journaliste a déclaré que des adeptes de Gohar Shahi lui ont « déclaré qu'il était parti pour sa demeure céleste lors d'un voyage à l'étranger et que sa dépouille mortelle avait été ramenée et enterrée chez lui à Kotri, mais que son âme continuait à marcher [sic] ». Et bientôt Gohar Shahi reviendra avec Jésus, avant le jugement dernier.
On évoque également sa disparition en parlant d'«occultation» (un terme à la signification très importante dans l'islam) et non pas de mort; et aucune célébration de l'urs, alors que cette commémoration de la mort d'un saint soufi est une tradition très répandue en Asie du Sud.

## Œuvres
Gohar Shahi est l'auteur de plusieurs ouvrages et traités. Mentionnons :
- Taryāq-e-Qalb, « La guérison des cœurs », 1976, poésie soufie
- Menāra-e-Noor, « Le minaret de lumière », 1980, spiritualité
- Roshnās, « Initiation », 1982, spiritualité
- Ruhani Safar, « Voyage spirituel », 1986, autobiographie
- Tuhfa-tul-Majālis, « Don des congrégations », spiritualité
- Dīn-e-Illāhi, « La religion de Dieu », spiritualité

## Notoriété
L'opposition à l'égard de Gohar Shahi et sa suite découle de déclarations faites par Shahi et ses disciples qui ont été fortement contestées par les théologiens orthodoxes, au Pakistan et à l'étranger. Ainsi, Gohar affirme qu'il aurait rencontré Jésus en Amérique,,; son visage serait apparu sur la lune, le soleil, des étoiles et une nébuleuse, ainsi que sur la Pierre noire de La Mecque,,; par ailleurs, il a adressé un appel aux humains de toute religion, caste, croyance, nationalité disant :  « Dans le but de reconnaître l'essence d'Allah et d'être en mesure de l'approcher, découvrez la spiritualité, quelle que soit votre religion »,.
Sur la base de ces éléments, la plupart des savants en théologie orthodoxe ont critiqué et condamné Gohar Shahi,. Et on lui reproché d'avoir revendiqué le statut de Prophète et d'Imam Mehdi bien que Gohar Shahi ait toujours rejeté ce type de revendication,.

## Critiques et attaques
Dans l'histoire du soufisme, nombre de soufis ont fait face à l'opposition et à la critique des théologiens orthodoxes (oulémas),, certains ayant même été exécutés, comme Mansur al-Hallaj et Shah Mansoor. À son tour, Gohar Shahi a également rencontré de très fortes oppositions venant de différents chefs religieux et ulemas,, parce qu’il plaidait pour l'amour divin, qu’il considérait comme la chose la plus importante pour approcher Dieu, sans aucune discrimination rang, de croyance, de religion ou de nationalité : dans son amour infini, Dieu accueille chacune et chacun, sans faire acception de quiconque. Tout homme est a la capacité de développer la force spirituelle qui lui permet d’approcher l’essence de Dieu.
Les enseignements de Gohar Shahi ont donc été fermement condamnés par les oulémas, et les musulmans extrémistes et fanatiques se sont montrés hostiles à lui. À plusieurs reprises on a essayé d'attenter à sa vie: ainsi, un cocktail Molotov a été lancé dans sa résidence de Manchester; il y a eu une attaque à la grenade à main durant le discours qu'il tenais à son domicile de Kotri, au Pakistan; sa tête a été mise à prix (pour une somme importante) au Pakistan, etc. Ses enseignements ont été condamnés par les chefs religieux musulmans et le gouvernement pakistanais.
Après la révélation des images de la Lune, Soleil, Pierre Noire de la Kaaba par ses adeptes, l'opposition à Gohar Shahi s'est renforcée,. Il s'est retrouvé accusé dans les médias, qui ont cédé à la pression des extrémistes religieux, et on a fait appel au Gouvernement pakistanais pour couper les ressources de l'organisation de Gohar Shahi,. Le gouvernement a aussi interdit certains de ses livres, ses disciples ne peuvent pas tenir de réunions publiques et la presse n'est pas autorisée de parler de Gohar Shahi ou de ses disciples en raison des accusations de blasphème qui pèsent sur eux. Plusieurs plaintes ont été déposées contre Gohar Shahi et sa suite.
Gohar Shahi a été réservé, en 1997, sur la prétendue accusation de meurtre d'une femme qui était venu à lui pour le traitement spirituel, Gohar Shahi, et un grand nombre de ses disciples, ont plus tard été condamnés en vertu de lois sur le blasphème envers l'islam,. Un tribunal antiterroriste dans le Sind a condamné Gohar Shahi par contumace, puisqu'il s'était déjà enfui vers l'Angleterre. Il encourt des peines qui totalisent environ 59 ans de prison. Gohar Shahi est décédé à l'étranger, avant que les recours déposés auprès de la Haute Cour du Sind aient été traités.